# 信号情报
信号情报（SIGINT）是一个总称，包括通信情报（COMINT）、电子情报（ELINT）以及量度与特征情报（MASINT）系统。美国国防部的定义为：
- 通信情报：故意安排的信息接收器从外国通信中获得的技术信息和情报；
- 电子情报：从外国的核爆炸或电磁辐射源发出的非通信电磁辐射中获得的技术情报和地理位置情报；
- 量度与特征情报：由特殊的技术传感器提供的数据（包括量度、角度、空间、波长、时间相关、调制、等离子体和磁流体力学数据等）进行定量和定性分析而获得的科技情报，其用途是识别与目标、源和发射器有关的任何特征（探测到的特征可能是反射特征，也可能是发射特征）。

卫星拍摄或者航空摄影等手段获得的图像情报（IMINT），包括可见光、红外成像、紫外成像、合成孔径雷达（SAR）或活动目标指示器（MTI）成像等，一般不算作信号情报。
由于通信一般会加密，因此通信情报需要密码分析技术与通信量分析技术。